# Internationale Cricket-Saison 2010/11
Die internationale Cricket-Saison 2010/11 fand zwischen Oktober 2010 und April 2011 statt. Als Wintersaison wurden vorwiegend Heimspiele der Mannschaften aus Südasien, der Karibik und Ozeanien ausgetragen. Die ausgetragenen Tests der internationalen Touren bilden die Grundlage für die ICC Test Championship. Die ODI bilden den Grundstock für die ICC ODI Championship.

## Überblick

### Internationale Touren
| Beginn             | Heimteam    | Auswärtsteam | Resultate | Resultate | Resultate | Artikel |
| Beginn             | Heimteam    | Auswärtsteam | Test      | ODI       | Twenty20  | Artikel |
| ------------------ | ----------- | ------------ | --------- | --------- | --------- | ------- |
| 26. September 2010 | Simbabwe    | Irland       |           | 2–1 [3]   |           | Artikel |
| 1. Oktober 2010    | Indien      | Australien   | 2–0 [2]   | 1–0 [3]   |           | Artikel |
| 5. Oktober 2010    | Bangladesch | Neuseeland   |           | 4–0 [5]   |           | Artikel |
| 8. Oktober 2010    | Südafrika   | Simbabwe     |           | 3–0 [3]   | 2–0 [2]   | Artikel |
| 26. Oktober 2010   | Pakistan    | Südafrika    | 0–0 [2]   | 2–3 [5]   | 0–2 [2]   | Artikel |
| 31. Oktober 2010   | Australien  | Sri Lanka    |           | 1–2 [3]   | 0–1 [1]   | Artikel |
| 4. November 2010   | Indien      | Neuseeland   | 1–0 [3]   | 5–0 [5]   |           | Artikel |
| 15. November 2010  | Sri Lanka   | West Indies  | 0–0 [3]   | 2–0 [3]   |           | Artikel |
| 25. November 2010  | Australien  | England      | 1–3 [5]   | 6–1 [7]   | 1–1 [2]   | Artikel |
| 1. Dezember 2010   | Bangladesch | Simbabwe     |           | 3–1 [5]   |           | Artikel |
| 16. Dezember 2010  | Südafrika   | Indien       | 1–1 [3]   | 3–2 [5]   | 0–1 [1]   | Artikel |
| 26. Dezember 2010  | Neuseeland  | Pakistan     | 0–1 [2]   | 2–3 [6]   | 2–1 [3]   | Artikel |

### Internationale Turniere
| Beginn           | Turnier                                      | Land                           |
| ---------------- | -------------------------------------------- | ------------------------------ |
| 6. November 2010 | ICC World Cricket League Division Eight 2010 | Singapur                       |
| 22. Januar 2011  | ICC World Cricket League Division Three 2011 | Hongkong                       |
| 6. Februar 2011  | Cricket World Cup 2011                       | Indien, Sri Lanka, Bangladesch |

### Fortlaufende Turniere
| Dauer     | Turnier                            |
| --------- | ---------------------------------- |
| 2009–2010 | ICC Intercontinental Cup 2009–2010 |

### Internationale Touren (Frauen)
| Beginn            | Heimteam   | Auswärtsteam | Resultate | Resultate | Resultate | Artikel |
| Beginn            | Heimteam   | Auswärtsteam | WTest     | WODI      | WTwenty20 | Artikel |
| ----------------- | ---------- | ------------ | --------- | --------- | --------- | ------- |
| 15. November 2010 | Sri Lanka  | England      |           | 0–1 [2]   | 0–3 [3]   | Artikel |
| 28. Dezember 2010 | Neuseeland | Australien   |           | 0–0 [3]   | 2–2 [5]   | Artikel |
| 5. Januar 2011    | Australien | England      | 1–0 [1]   | 2–1 [3]   | 1–4 [5]   | Artikel |
| 10. Januar 2010   | Indien     | West Indies  |           | 3–2 [5]   | 2–1 [3]   | Artikel |

### Internationale Turniere (Frauen)
| Beginn           | Turnier                                        | Land      |
| ---------------- | ---------------------------------------------- | --------- |
| 6. Oktober 2010  | ICC Women’s Cricket Challenge 2010/11          | Südafrika |
| 14. Oktober 2010 | ICC Women’s Cricket Twenty20 Challenge 2010/11 | Südafrika |

## Champions League
| Beginn            | Turnier                        | Land      |
| ----------------- | ------------------------------ | --------- |
| 6. September 2010 | Champions League Twenty20 2010 | Südafrika |

## Nationale Meisterschaften
Aufgeführt sind die nationalen Meisterschaften der Full Member des ICC.
| Land                                         | First-Class                                      | List A                                          | Twenty20                           |
| -------------------------------------------- | ------------------------------------------------ | ----------------------------------------------- | ---------------------------------- |
| Australien                                   | Sheffield Shield 2010/11                         | Ryobi One-Day Cup 2010/11                       | Twenty20 Big Bash 2010/11          |
| Bangladesch                                  | National Cricket League 2010/11                  | National Cricket League One-Day 2010/11         |                                    |
| Indien                                       | Ranji Trophy 2010/11                             | Vijay Hazare Trophy 2010/11                     | Syed Mushtaq Ali Trophy 2010/11    |
| Duleep Trophy 2010/11                        | Deodhar Trophy 2010/11                           |                                                 |                                    |
| Irani Cup 2010/11                            | NKP Salve Challenger Trophy 2010/11              |                                                 |                                    |
| Neuseeland                                   | Plunket Shield 2010/11                           | New Zealand Cricket One Day Competition 2010/11 | HRV Twenty20 2010/11               |
| Pakistan                                     | Quaid-e-Azam Trophy 2010/11                      | Faysal Bank One Day Cup 2010/11                 | Faysal Bank T-20 Cup 2010/11       |
| Faysal Bank Pentangular Cup 2010/11          |                                                  |                                                 |                                    |
| Simbabwe                                     | Logan Cup 2011/12                                | Metbank Pro40 Championship 2010/11              | Stanbic Bank Twenty20 2010/11      |
| Sri Lanka                                    | Premier Trophy 2010/11                           | Premier Limited Overs Tournament 2010/11        |                                    |
|                                              | Inter-Provincial Limited Over Tournament 2010/11 |                                                 |                                    |
| Südafrika                                    | SuperSport Series 2010/11                        | MTN40 2010/11                                   | Standard Bank Pro20 Series 2010/11 |
| CSA Provincial Three-Day Competition 2010/11 | CSA Provincial One-Day Competition 2010/11       |                                                 |                                    |
| West Indies                                  | Regional Four Day Competition 2010/11            | West Indies Cricket Board Cup 2010/11           | Caribbean T20 2010/11              |

## Externe Webseiten
- Übersicht auf Cricinfo